# Пит—Хопкинсов синдром
Пит-Хопкинсов синдром (ПТХС) је редак генетски поремећај ког карактерише кашњење у развоју, епилепсија, карактеристичне црте лица и могућа повремена хипервентилација праћена апнејом. Како се више сазнаје о Пит-Хопкинсу, развојни спектар поремећаја се шири, а може укључивати и потешкоће са анксиозношћу, аутизмом, АDHD-ом и сензорним поремећајима. Повезан је са абнормалношћу унутар хромозома 18; конкретно, узрокована је недовољном експресијом TCF4 гена.
ПТХС се традиционално повезивао са тешким когнитивним оштећењем, међутим праву интелигенцију је тешко измерити с обзиром на моторичке и говорне потешкоће. Захваљујући аугментативној комуникацији и прогресивнијим терапијама, многи појединци могу постићи много више него што се у почетку мислило. Постало је јасније да постоји шири спектар когнитивних способности код Пит-Хопкинса него што је објављено у великом делу научне литературе. Истраживачи су развили моделе ћелија и глодара да би тестирали терапије за Пит-Хопкинсов синдром.
Процењује се да се ПТХС јавља код 1:11,000 до 1:41,000 људи.

## Знаци и симптоми
ПТХС се може видети већ у детињству. Најранији знаци код одојчади су доњи део лица и високи носни корен.
Црте лица су карактеристичне и укључују:
- Дубоко постављене очи
- Страбизам
- Миопија
- Означени корен носа
- Широки и/или кљунасти носни мост
- Истакнути Купидонов лук или шаторска горња усна (горња усна са изгледом шатора)
- Изврнута доња усна
- Велика уста
- Широко распоређени зуби
- Широко и плитко непце
- Уши са дебелом и преклопљеном спиралом (најспољашњи набор уха)

Одрасли који имају ПТХС могу имати проблема са говором. Краниофацијалне црте, које су важне приликом дијагностиковања ПТХС, постају видљивије како особа стари.

## Генетика
Генетски узрок овог поремећаја описан је 2007. године. Овај поремећај је последица хаплоинсуфицијенције гена фактора транскрипције 4 (TCF4) који се налази на дугом краку хромозома 18 (18q21.2). Чини се да мутациони спектар чини 40% тачака мутација, 30% малих делеција/уметања и 30% брисања. Чини се да су све de novo мутације. Ризик код браће и сестара је низак, али већи од опште популације.
Фенотип сличан Пит-Хопкинсу приписан је аутозомно рецесивним мутацијама гена за протеин попут 2 (CNTNAP2) повезаног са контактином на дугом краку хромозома 7 (7q33-q36) и гена за неурексин 1 алфа (NRXN1) на кратком краку хромозома 2 (2p16.3). Малформације у ЦНС-у се могу видети код око 60 до 70% пацијената на МР скенирању.
Пит–Хопкинсовим пацијентима са брисањем TCF4 могу недостајати карактеристичне црте лица за овај синдром. Сматра се да је губитак једног посебно протеина, протеина ASCL1, повезан са проблемима дисања код људи са Пит-Хопкинсовим синдромом.
Ово стање се наслеђује аутозомно доминантно, што значи да је једна копија измењеног гена у свакој ћелији довољна да изазове поремећај.

## Дијагноза
Не постоје одређени дијагностички критеријуми, али постоји неколико симптома који подржавају дијагнозу ПТХС. Неки примери су: дисмофизам лица, рани почетак глобалног кашњења у развоју, умерена до тешка интелектуална онеспособљеност, абнормалности дисања и недостатак других већих урођених абнормалности.
Пријављено је да половина особа са ПТХС-ом има нападе, почевши од детињства до касних тинејџерских година. Око 50% оболелих показује абнормалности на снимању мозга. Ово укључује хипопластични корпус калосум са недостајућим рострумом и задњим делом сплениума, са луковичастим каудатним језгром који су испупчени према предњим роговима. Електроенцефалограми показују вишак спорих компоненти.
Према клиничкој дијагнози, ПТХС је у истој групи као и первазивни развојни поремећаји. Када се сумња да пацијент има TCF4, обично се раде генетски тестови који гледају на TCF4 ген.

### Диференцијална дијагноза
ПТХС је симптоматски сличан Ангелмановом синдрому, Ретовом синдрому и Моват-Вилсоновом синдрому.
Ангелманов синдром највише личи на ПТХС. И једни и други имају одсутан говор и „срећно“ расположење. Од разлика, Ретов синдром је најмање близак ПТХС-у. Овај синдром се посматра као прогресивна енцефалопатија. И Ангелмановом и Ретовом синдрому недостају карактеристичне црте лица ПТХС-а. Моват-Вилсонов синдром се јавља у раном детињству и карактеришу га карактеристичне абнормалности лица.

## Третман
Тренутно не постоји специфичан третман за ово стање. Заснован је на симптоматологији. Пошто постоји недостатак лечења, људи са ПТХС користе бихевиоралне приступе и приступе обуци.
Препоруке за кашњење у развоју и интелектуални инвалидитет у САД (могу се разликовати у зависности од земље):
- Програм ране интервенције од новорођенчета до 3 године омогућиће приступ различитим терапијама (радне, физичке, говорне и исхране).
- Развојна предшколска установа кроз системе јавних школа од 3 до 5 година. Детету ће бити потребна евалуација пре него што уђе у програм, да се види каква је терапија потребна.
- Од 5 до 21 године дететова школа може израдити ИОП (на основу функција и потреба детета). Деца се подстичу да остану у школи најмање до 21 године.

## Историја
Стање су први описали 1978. Д. Пит и И. Хопкинс код два неповезана пацијента.
Професор Филип Билис, са Института за здравље деце, спекулише да је Питер Дивљи дечак патио од Пит-Хопкинсовог синдрома. Дечак је доведен у Британију 1725. као дивље дете.